# Asa Newell
 (juillet 2025).
Si vous disposez d'ouvrages ou d'articles de référence ou si vous connaissez des sites web de qualité traitant du thème abordé ici, merci de compléter l'article en donnant les références utiles à sa vérifiabilité et en les liant à la section « Notes et références ».
Asa Christian Newell, né le 5 octobre 2005 à Atlanta en Géorgie, est un joueur américain de basket-ball évoluant aux postes d'ailier fort et de pivot. Il mesure 2,06 m.

## Biographie

### NBA
Asa Newell est sélectionné en vingt-troisième position par les Pelicans de La Nouvelle-Orléans lors de la draft 2025 de la NBA.

## Statistiques

### Universitaires
| Saison    | Équipe  | Matchs | Titul. | Min./m | % Tir | % 3pts | % LF | Rbds/m. | Pass/m. | Int/m. | Ctr/m. | Pts/m. |
| --------- | ------- | ------ | ------ | ------ | ----- | ------ | ---- | ------- | ------- | ------ | ------ | ------ |
| 2024-2025 | Géorgie | 33     | 33     | 29.0   | .543  | .292   | .748 | 6.9     | .9      | 1.0    | 1.0    | 15.4   |

## Palmarès et distinctions individuelles

### Universitaire
- SEC All-Freshman Team (2025)